# Jacqueline Morgenstern
Jacqueline Morgenstern (* 26. Mai 1932 in Paris; † 20. April 1945 in Hamburg) war ein jüdisches Mädchen, das von Kurt Heißmeyer, Alfred Trzebinski und Hans Klein für medizinische Experimente missbraucht und schließlich in der ehemaligen Schule Bullenhuser Damm auf Veranlassung von SS-Obergruppenführer Oswald Pohl  aus Berlin, durch SS-Unterscharführer Johann Frahm ermordet wurde.

## Leben
Jacqueline Morgensterns Eltern waren Charles und Suzanne Morgenstern. Ihr Vater betrieb bis 1941 einen Friseursalon am Place de la République. Die Familie floh vor der deutschen Besetzung nach Marseille, wo sie 1944 verhaftet wurde. Der Vater wurde ins KZ Dachau gebracht und starb kurz nach dessen Befreiung an den Folgen der Haft, die Mutter starb im KZ Auschwitz.
Jacqueline Morgenstern kam ins KZ Neuengamme, wo sie zusammen mit anderen Kindern absichtlich mit Tuberkulose infiziert wurde. Mit den Menschenversuchen wollte Heißmeyer beweisen, dass man Tuberkulose durch künstlich erzeugte Hauttuberkulose bekämpfen kann und dass „rassisch minderwertige Menschen“ eher anfällig sind für Tuberkulose. Kurz vor Kriegsende wurden die Kinder in die ehemalige Schule Bullenhuser Damm gebracht und dort erhängt, damit keine Zeugen des Verbrechens überleben. Mit den Kindern wurden auch ihre vier Betreuer, zwei französische Ärzte und zwei niederländische Pfleger, ermordet.
In Hamburg-Schnelsen wurde 1993 der Jacqueline-Morgenstern-Weg nach ihr benannt.